# Secretario general del Partido Comunista de Vietnam
El Secretario General del Comité Central del Partido Comunista de Vietnam, también conocido como Primer secretario de 1960 a 1976, es el cargo más alto dentro del Partido Comunista de Vietnam y, por lo general, el líder supremo de Vietnam. La Secretaría General era el segundo cargo más alto dentro del partido cuando Hồ Chí Minh era Presidente, cargo que existió desde 1951 hasta 1969. El secretario general es también el secretario de la Comisión Militar Central, el principal órgano del Partido en asuntos militares. Durante un período de su historia, el cargo de secretario general ha sido sinónimo del líder supremo de Vietnam. El actual secretario general es Tô Lâm desde el 3 de agosto de 2024.
Trần Phú, uno de los miembros fundadores del Partido Comunista de Indochina, fue el primer secretario general del partido. Un año después de ser elegido, fue condenado a prisión por las autoridades francesas por actividades antifrancesas. Murió en prisión el mismo año. El sucesor de facto de Trần fue Lê Hồng Phong, quien dirigió el partido a través de la oficina de Secretario General del Comité Ejecutivo de Ultramar (CEU). El secretario general del CEU dirigía el partido porque el Comité Central había sido casi aniquilado. Hà Huy Tập, el tercer secretario general, fue destituido de su cargo en marzo de 1938 y arrestado por las autoridades en mayo. Nguyễn Văn Cừ, el cuarto secretario general, fue arrestado por las autoridades en junio de 1940 y ejecutado a tiros el 25 de mayo de 1941. Fue sucedido por Trường Chinh en mayo de 1941. Un artículo en Nhân Dân del 25 de marzo de 1951 describió el papel de Trường Chinh como el "constructor y comandante" de la revolución, mientras que Hồ Chí Minh fue referido como "el alma de la revolución y la resistencia vietnamita". Trường Chinh fue degradado como Primer Secretario en 1956 debido a su papel en la campaña de Reforma Agraria. Hồ Chí Minh asumió el cargo de Primer Secretario, pero rápidamente nombró a Lê Duẩn Primer Secretario interino. Duẩn fue elegido secretario general en 1960 y fue el segundo después de Hồ Chí Minh hasta la muerte de este último el 2 de septiembre de 1969.
Desde el 2 de septiembre de 1969 hasta su muerte el 10 de julio de 1986, Duẩn fue el líder indiscutible de Vietnam. Murió dos meses antes del próximo Congreso Nacional del Partido y fue sucedido por Trường Chinh, el ex secretario general que se había desempeñado como el segundo político más poderoso en Vietnam desde la muerte de Hồ Chí Minh.  Trường Chinh fue degradado de su cargo en el VI Congreso Nacional del Partido y fue sucedido por Nguyễn Văn Linh. La prensa occidental llamó a Linh "Gorbachov de Vietnam" debido a sus políticas reformistas. Linh renunció debido a problemas de salud en 1991, y Đỗ Mười fue nombrado secretario general por el 7° Congreso Nacional. Mười gobernó hasta 1997, cuando fue expulsado del poder por el ala reformista del partido. Lê Khả Phiêu fue el sucesor de Mười y fue elegido como candidato de compromiso. Phiêu fue expulsado en 2001, ante el 10º Congreso Nacional del Partido, cuando el Comité Central anuló una decisión del Politburó; una mayoría en el Comité Central votó para destituir a Phiêu como secretario general. Nông Đức Mạnh sucedió a Phiêu, y Manh llegó a ser considerado un modernizador. Manh también fue el primer secretario general con título universitario. Manh se retiró en 2011 y fue sucedido por Nguyễn Phú Trọng.
El Secretario General preside el trabajo del Comité Central, el Buró Político, la Secretaría y preside las reuniones con los líderes clave (Reglamento de Trabajo del Comité Central, 2011).

## Lista
| Secretario General del Comité Central del Partido Comunista de Indochina Tổng Bí thư Ban Chấp hành Trung ương Đảng Cộng sản Đông Dương | Secretario General del Comité Central del Partido Comunista de Indochina Tổng Bí thư Ban Chấp hành Trung ương Đảng Cộng sản Đông Dương | Secretario General del Comité Central del Partido Comunista de Indochina Tổng Bí thư Ban Chấp hành Trung ương Đảng Cộng sản Đông Dương | Secretario General del Comité Central del Partido Comunista de Indochina Tổng Bí thư Ban Chấp hành Trung ương Đảng Cộng sản Đông Dương | Secretario General del Comité Central del Partido Comunista de Indochina Tổng Bí thư Ban Chấp hành Trung ương Đảng Cộng sản Đông Dương | Secretario General del Comité Central del Partido Comunista de Indochina Tổng Bí thư Ban Chấp hành Trung ương Đảng Cộng sản Đông Dương | Secretario General del Comité Central del Partido Comunista de Indochina Tổng Bí thư Ban Chấp hành Trung ương Đảng Cộng sản Đông Dương |
| No. | Retrato | Nombre (nacimiento–muerte) | Inicio | Fin | Rango | Comité Central |
| --- | --- | --- | --- | --- | --- | --- |
| 1 | | Trần Phú (1904-1931) | 27 de octubre de 1930 | 6 de septiembre de 1931 | 1 | Comité Central Provisional (1930-1935)                                                                                                 |
| 2 | | Lê Hồng Phong (1902-1942) | 27 de octubre de 1931 | 26 de julio de 1936 | 1 | 1° Comité Central (1935-1945) |
| 3 | | Hà Huy Tập (1906-1941) | 26 de julio de 1936 | 30 de marzo de 1938 | 1 | 1° Comité Central (1935-1945) |
| 4 | | Nguyễn Văn Cừ (1912-1941) | 30 de marzo de 1938 | 9 de noviembre de 1940 | 1 | 1° Comité Central (1935-1945) |
| 5 | | Trường Chinh (1907-1988) | 9 de noviembre de 1940 | 11 de noviembre de 1945 | 1 | 1° Comité Central (1935-1945) |
| Primer Secretario del Comité Central del Partido Comunista de Vietnam Bí thư Thứ nhất Ban Chấp hành Trung ương Đảng Lao động Việt Nam  | | | | | | |
| 5 (1) | | Trường Chinh (1907-1988) | 11 de noviembre de 1945 | 5 de octubre de 1956 | 2 | 2° Comité Central (1951-1960) |
| 6 (2) | | Hồ Chí Minh (1890-1969) | 5 de octubre de 1956 | 10 de septiembre de 1960 | 1 | 2° Comité Central (1951-1960) |
| 7 (3) | | Lê Duẩn (1907-1986) | 10 de septiembre de 1960 | 20 de diciembre de 1976 | 2 | 3° Comité Central (1960-1976) |
| Presidente del Comité Central del Partido Comunista de Vietnam Chủ tịch Ban Chấp hành Trung ương Đảng Lao động Việt Nam                | | | | | | |
| * | | Hồ Chí Minh (1890-1969) | 19 de febrero de 1951 | 2 de septiembre de 1969 | 1 | 2° Comité Central (1951-1960)3° Comité Central (1960-1976)                                                                             |
| Secretario General del Comité Central del Partido Comunista de Vietnam Tổng Bí thư Ban Chấp hành Trung ương Đảng Cộng sản Việt Nam     | | | | | | |
| 7 (1) | | Lê Duẩn (1907-1986) | 20 de diciembre de 1976 | 10 de julio de 1986 | 1 | 4° Comité Central (1976-1982)5° Comité Central (1982-1986)                                                                             |
| 5 (2) | | Trường Chinh (1907-1988) | 10 de julio de 1986 | 18 de diciembre de 1986 | 1 | 5° Comité Central (1982-1986) |
| 8 (3) | | Nguyễn Văn Linh (1915-1998) | 18 de diciembre de 1986 | 28 de junio de 1991 | 1 | 6° Comité Central (1986-1991) |
| 9 (4) | | Đỗ Mười (1917-2018) | 28 de junio de 1991 | 26 de diciembre de 1997 | 1 | 7° Comité Central (1991-1996) |
| 10 (5) | | Coronel general Lê Khả Phiêu (1932-2020)                                                                                               | 26 de diciembre de 1997 | 22 de abril de 2001 | 1 | 8° Comité Central (1996-2001) |
| 11 (6) | | Nông Đức Mạnh (1940-) | 22 de abril de 2001 | 19 de enero de 2011 | 1 | 9° Comité Central (2001-2006)10° Comité Central (2006-2011)                                                                            |
| 12 (7) | | Nguyễn Phú Trọng (1944-2024) | 19 de enero de 2011 | 19 de julio de 2024 | 1 | 11° Comité Central (2011-2016)12° Comité Central (2016-2021)13° Comité Central (2021-2026)                                             |
| 13 (8) | | Tô Lâm (1957) | 3 de agosto de 2024 | En el cargo | 1 | 13° Comité Central (2021-2026) |